# André Blake
André Blake ist ein deutscher Zauberkünstler und Illusionist.

## Leben
André Blake wurde in Nürnberg geboren. Bereits in der Kindheit gewann er mit seiner Zauberei immer wieder Preise und Jugendmeisterschaften. 2022 wurde er durch den Magischen Zirkel von Deutschland als Vizemeister der Zauberkunst (Sparte Großillusion) ausgezeichnet und folglich für die Weltmeisterschaft der Zauberkunst (FISM) in Kanada nominiert.
Blake ist bekannt für seine spektakulären Illusionsstunts, wie beispielsweise eine Entfesselung aus einer Zwangsjacke, bei der er sich kopfüber in zehn Metern Höhe an einem Kran hängend befreit, um sich dann frei in die Tiefe zu stürzen, bevor er von stählernen Klingen zerquetscht wird. Diese Illusion präsentierte er zu Halloween im Jahr 2021 im Fort Fun Abenteuerland, neben seiner thematisierten Halloween-Show „Screechy Saws“.
Bei seiner ersten eigenen abendfüllenden Show mit dem Namen „Christmas Illusions“ präsentierte er im Jahr 2019 für zwei Wochen allabendlich große Illusionen in der Volksbühne am Rudolfplatz in Köln.
Auf den Schiffen der Reederei TUI Cruises ist André Blake regelmäßig mit zwei unterschiedlichen Showprogrammen zu sehen.
Seit 2021 gehört Blake immer wieder zum Ensemble der Adrenalin- und Artistik-Show Flic Flac.
Am 5. September 2024 hatte seine neue abendfüllende Show „MAGIC MAGIC feat. André Blake“ im RevuePalast Ruhr in Herten Premiere.
Im Jahr 2024/2025 war er zudem als Teil der Show „Zauberhaft“ im GOP Varieté-Theater in München zu sehen.

## TV Shows
Blake ist immer wieder in nationalen und international TV Shows zu sehen. Dazu gehörten unter anderem Das Supertalent, „tu si que vales“ so wie Stars in der Manege mit Michael Mittermaier und Wigald Bohning als seine Zauberschüler. Dabei stand er sowohl vor der Kamera als auch hinter den Kulissen als magischer Consultant.

## Consulting
Neben seinen eigenen Auftritten arbeitet Blake auch als Berater und Entwickler von Illusionen und Konzepten für andere Magier, Unternehmen, Messen, Fernsehsendungen und Serien. 